# Syncephalis
Syncephalis Tiegh. & G. Le Monn. – rodzaj grzybów z rzędu zwierzomorkowców (Zoopagales). Grzyby mikroskopijne.

## Charakterystyka
Pasożyty ssawkowe grzybów z rzędów Mortierellales i Mucorales, rzadziej workowców Ascomycota. Tworzą stosunkowo cienkie, koenocytarne strzępki powietrzne, które mogą rosnąć nad żywicielem. Mogą powodować powstawanie płatkowych lub wielopłatkowych pęcherzyków. Sporangiofory z chwytnikami i wierzchołkowym pęcherzykiem, z którego wyrastają długie merosporangia. Merosporangia zawierają od jednego do wielu zarodników, utworzonych bezpośrednio na pęcherzyku lub na zarodnikowych gałązkach wyrastających z pęcherzyka. Zarodniki o różnym kształcie, gładkie lub zdobione. Zygospory mniej lub bardziej kuliste, ornamentowane, na wieszadełkach (zygoforach), mogą być ornamentowane
Są to głównie grzyby koprofilne występujące w odchodach, ale także grzyby glebowe. Niektóre gatunki to grzyby nagrzybne występujące na grzybni Mucorales.

## Systematyka i nazewnictwo
Pozycja w klasyfikacji według Index Fungorum:
Piptocephalus, Piptocephalidaceae, Zoopagales, Incertae sedis, Zoopagomycetes, Zoopagomycotina, Zoopagomycota, Fungi.
Po raz pierwszy opisali go w 1873 r. Philippe Édouard Léon Van Tieghem i Georges Le Monnier. Synonimy:
- Acephalis Badura & Badurowa 1964
- Calvocephalis Bainier 1882
- Microcephalis Bainier 1882
- Monocephalis Bainier 1882
- Syncephalidium Badura 1963
- Syncephalopsis Boedijn 1959
- Vantieghemia Kuntze 1891[4].

Gatunki występujące w Polsce:
- Syncephalis asymmetrica Tiegh. & G. Le Monn. 1873
- Syncephalis aurantiaca Vuill. 1902
- Syncephalis cordata Tiegh. & G. Le Monn. 1873
- Syncephalis cornu Tiegh. & G. Le Monn. 1873
- Syncephalis depressa Tiegh. & G. Le Monn. 1873
- Syncephalis fasciculata Tiegh. 1875
- Syncephalis nodosa Tiegh. 1875
- Syncephalis penicillata Indoh 1962
- Syncephalis pycnosperma Thaxt. 1897
- Syncephalis radiata (Badura & Badurowa) Skirg. & Zadara 1979
- Syncephalis reflexa Tiegh. 1875
- Syncephalis sphaerica Tiegh. 1875
- Syncephalis tenuis Thaxt. 1897

Nazwy naukowe według Index Fungorum, wykaz gatunków według W. Mułenko i innych